# 洛林国家歌剧院

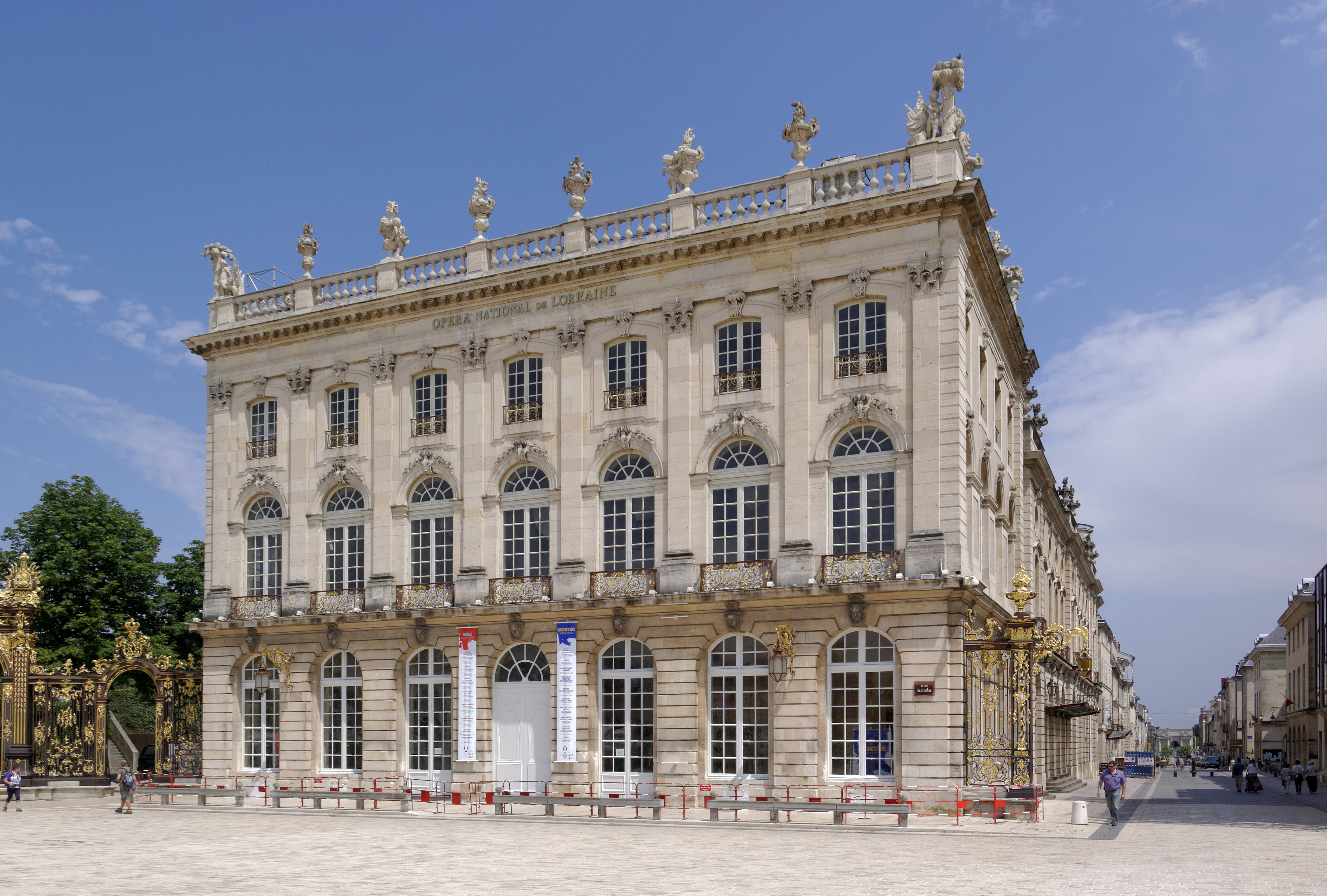
洛林国家歌剧院

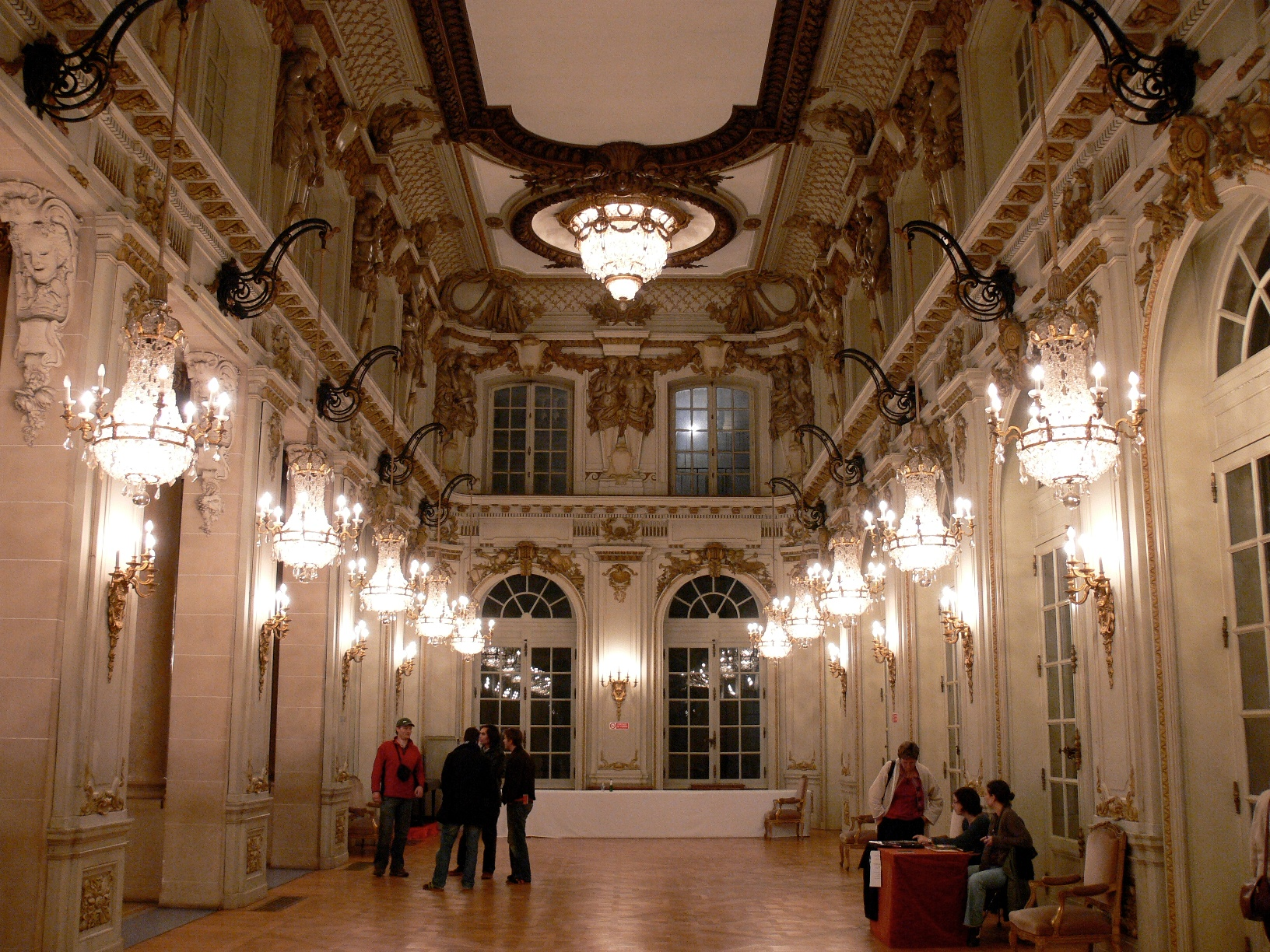
门厅

洛林国家歌剧院（法語：Opéra national de Lorraine）是一个歌剧院，位于法国东部大区洛林的南锡。过去曾称为“洛林与南锡歌剧院”，2006年改为现名。
洛林歌剧院兴建于波兰国王和洛林公爵斯坦尼斯瓦夫一世统治时期，1758年建成。它位于美术博物馆后面，1905年10月毁于火灾，1919年在斯坦尼斯拉斯广场新建。

## 历史

### 初建
洛林歌剧院继承了1755年斯坦尼斯拉斯广场现美术馆位置上的喜剧院。戏剧院在1906年10月4日晚至5日的大火中被焚毁。随后1906年开始的竞赛选定意大利建筑师约瑟夫·奥尔尼盖进行重建，他提出的十八世纪的歌剧院的方案得到了评委会的认可。

### 重建
重建剧院未知的选定成为了新的争议的焦点。一些人希望将剧院健在更靠近城市发展的中心区域。但大部分人认为最重要的是保留剧院在斯塔尼斯拉斯公爵建设的城市历史街区的中心位置。最后政教分离解决了这一分歧，在原喜剧院对面的主教府的产权在1909年被收归国有，使歌剧院可以在广场上得到重建。
因第一次世界大战而延长工期的歌剧院于1919年10月14日正式开放。歌剧院保留了原建筑的外立面。

### 修复
1994年，歌剧院的修复工作开始。这次修复工作的任务是使歌剧厅恢复它开幕之日的样貌。

### 国家歌剧院
2006年1月1日，法国文化部授予南锡洛林歌剧院歌剧院国立地方歌剧院的地位，从此它被称为国立洛林歌剧院。

### 100周年
2019年是歌剧院成立100周年，南锡市组织了丰富的活动庆祝。南锡博物馆在 Poirel 展馆进行了名为《南锡三个世纪的创作》的展览，展出了南锡城市不同的剧院。拉克苏视频职业教育宣传中心的学生们专门制作了名为“幕间”蛋糕。

## 建筑
作为南锡学派的艺术家，约瑟夫·奥尔尼盖却设计了这个融入周围古典主义风格的歌剧院，只有其中的东方吧带有新艺术运动风格。歌剧院建筑已被列为法国国家历史遗迹。

### 歌剧厅
歌剧厅共有1050个座位。由于使用混凝土建设，厅内没有支撑包厢的柱子，也给了观众更好的视野。厅内主要颜色为红色和白色，并以灰泥、纹饰和雕像装饰。歌剧厅整体非常引人注目。

### 舞台
舞台使用了一套几乎全部手动的机械装置，只有铁幕和红色幕布可以由电动控制。舞台向观众开口高十米，上下分别有10米的空间以放置布景。舞台宽21.2米，深13.5米，并包含了隐藏在下方的升降平台。

### 公共空间
在斯坦尼斯拉斯广场与歌剧厅之间有供幕间公众休息的空间。大厅金色和白色的墙面反射着光线，它的洛可可风格和纹饰代表着整座歌剧院。

### 东方吧
这个供楼上观众使用的吧有着浓厚的东方风格，也是新艺术运动的灵感来源。目前自1982年起被称为东方吧的空间平常并不对公众开放。